# نو واي آوت
نو واي أوت بالإنجليزية (NO WAY OUT ) مهرجان في المصارعة الحرة wwe وبدأ أول مرة عام 1998 .

## مواعيد وأماكن
| #  | الحدث                        | التاريخ         | المدينة                | المكان                | الحدث الرئيسي |
| -- | ---------------------------- | --------------- | ---------------------- | --------------------- | --- |
| 1  | نو واي أوت تكسس: إن يور هاوس | فبراير 15, 1998 | هيوستن                 | Compaq Center         | ستيف أوستن, أوين هارت, ميك فولي, and تيري فانك vs. تربل أتش, Savio Vega, and the New Age Outlaws (مونتي سوب and براين جيرارد جيمس) in a أنواع مباريات المصارعة. |
| 2  | نو واي أوت (2000)            | فبراير 27, 2000 | هارتفورد               | Hartford Civic Center | Triple H (c) vs. Cactus Jack in a الجحيم في زنزانة for the بطولة العالم للدبليو دبليو إي للوزن الثقيل.                                                          |
| 3  | نو واي أوت (2001)            | فبراير 25, 2001 | لاس فيغاس              | Thomas & Mack Center  | كيرت أنغل (c) vs. دوين جونسون for the WWF Championship |
| 4  | نو واي أوت (2002)            | فبراير 17, 2002 | ميلواكي (ويسكونسن)     | Bradley Center        | كريس جيريكو (c) vs. Steve Austin for the Undisputed WWF Championship                                                                                            |
| 5  | نو واي أوت (2003)            | فبراير 23, 2003 | مونتريال               | Bell Centre           | The Rock vs. هولك هوجان with special guest referee سيلفيان غرينير                                                                                               |
| 6  | نو واي أوت (2004)            | فبراير 15, 2004 | دالي سيتي (كاليفورنيا) | Cow Palace            | بروك ليسنر (c) vs. إدي غيريرو for the WWE Championship |
| 7  | نو واي أوت (2005)            | فبراير 20, 2005 | بيتسبرغ (بنسيلفانيا)   | Mellon Arena          | جون برادشو ليفيلد (c) vs. بيغ شو in a سلك شائكd أنواع مباريات المصارعة for the WWE Championship                                                                 |
| 8  | نو واي أوت (2006)            | فبراير 19, 2006 | بالتيمور (ماريلاند)    | 1st Mariner Arena     | Kurt Angle (c) vs. أندرتيكر for the World Heavyweight Championship                                                                                              |
| 9  | نو واي أوت (2007)            | فبراير 18, 2007 | لوس أنجلوس             | ستيبلز سينتر          | John Cena and شون مايكلز vs. ديف باتيستا and The Undertaker |
| 10 | نو واي أوت (2008)            | فبراير 17, 2008 | Las Vegas, Nevada      | Thomas & Mack Center  | Triple H vs. Shawn Michaels vs. John "Bradshaw" Layfield vs. إدوارد فاتو vs. Chris Jericho vs. جيف هاردي in an مباراة مبنى الإقصاء                              |
| 11 | نو واي أوت (2009)            | فبراير 15, 2009 | Seattle, Washington    | KeyArena              | John Cena (c) vs. Edge vs. Chris Jericho vs. Rey Mysterio vs. كين vs. مايك نوكس in an Elimination Chamber match for the World Heavyweight Championship.         |
| 12 | نو واي أوت (2012)            | يونيو 17, 2012  | شرق راذرفورد           | Izod Center           | John Cena vs. Big Show in a Steel Cage match with both Cena and جون لورينايتس's careers on the line                                                             |